# 埃迪維爾 (伊利諾伊州)
埃迪維爾（英語：Eddyville）是位於美國伊利諾伊州波普縣的一個村落。

## 地理
埃迪維爾的座標為37°30′01″N 88°35′13″W / 37.50028°N 88.58694°W，而該地最高點為海拔高度208米（即682英尺）。

## 人口
根據2010年美國人口普查的數據，埃迪維爾的面積為0.76平方千米，當中陸地面積為0.76平方千米，而水域面積為0.00平方千米。當地共有人口101人，而人口密度為每平方千米132人。